# Desa Punggul (administrativ by i Indonesien, Provinsi Bali)
Desa Punggul är en administrativ by i Indonesien.   Den ligger i provinsen Provinsi Bali, i den sydvästra delen av landet, 1 000 km öster om huvudstaden Jakarta. Desa Punggul ligger på ön Bali.